# Иванов, Александр Владиславович
Алекса́ндр Владисла́вович Ивано́в («Чача», «Человек и пароход» и «C.Razy»; 10 сентября 1968, Нью-Йорк) — советский и российский панк-рок-музыкант, певец, теле- и радиоведущий, а также брокер.

## Деятельность

### Группы
- «НАИВ» (панк-рок) — основатель и вокалист (1988—2009, с 2013)
- «RadioЧача» (панк-рок) — основатель и вокалист (с 2009)

### Лейбл
В 1994 году, совместно с директором группы НАИВ Андреем Павловым, основал независимый рекорд-лейбл под названием S.O.S. Music, который позже был переименован в S.O.S. Records. Каталог лейбла:
- НАИВ: «Dehumanized States Of America» — 1994
- Четыре таракана: «Best Before…» — 1995
- НАИВ: «Оптом и в розницу» — SOSCD-01-2000
- Marky Ramone And The Intruders: «The Answer to Your Problems?» — SOSCD-02-2000
- V/A: «Панк-О-Мания» — SOSCD-03-2000
- Бригадный подряд: «Идиот» — SOSCD-04-2001

### Телевидение
- ТВС: «Земля-Воздух» — соведущий (2002—2003)

### Радио
- Ultra: «За гранью» — ведущий (2002—2003)
- RadioRadio: «В гостях у Чачи» — ведущий (2012—2013)[1]

В июне 2012 года выступил в роли ведущего на первом рок-фестивале «Остров» в городе Архангельске. В этом же месяце подписал письмо в защиту феминистской панк-рок-группы Pussy Riot.
По собственным словам, живёт вместе с женой и дочерью в США, штат Калифорния, город Санта-Барбара с 2012 года.
В 2021 году вернулся в Россию после 7 лет жизни в США, поселившись в Санкт-Петербурге.
В апреле 2023 го вернулся на ПМЖ в США в Калифорнию Санта-Барбара

## Релизы

### Альбомы
- НАИВ: «Switch-Blade Knaife», 1990
- НАИВ: «Пива для Наива», 1992
- НАИВ: «Dehumanized States Of America», 1994
- НАИВ: «Пост-алкогольные страхи», 1997
- Distemper: «Ska Punk Шпионы», 2000 (только треки 2 и 3)
- НАИВ: «Оптом и в розницу», 2000
- НАИВ: «Рок», 2001
- НАИВ: «Форева», 2002[5]
- Komatozzz: «PUNK!», 2002 (только бонус-трек 6)[6]
- Bad Balance: «Мало-по-Малу», 2002 (только трек 11)[7]
- НАИВ: «Rock’n’Roll мёртв?», 2003
- НАИВ: «Живой и невредимый», 2004
- НАИВ: «Обратная сторона любви», 2006
- Коллекция дней: «Не в моде», 2007 (только трек 7)[8]
- НАИВ: «Alter Ego», 2007
- Маски? Долой!: «Окна», 2008 (только трек 11)[9]
- Бригадный подряд: «Никакой правды», 2008 (только трек 16)[10]
- Лосьон: «Спорткостюм», 2009 (только трек)
- Total Twisted Tomatos: «Total Twisted Tomatos», 2010 (только трек 7)[11]
- RadioЧача: «Live Slow. Die Old», 2010
- Noize MC: «Последний альбом», 2010 (только трек 2)
- МПТРИ: «Максимка бросил пить», 2011 (только трек 11)
- Louna: «Время X», 2012 (только трек 10)
- RadioЧача: «Punk Rock Is Not A Crime», 2012
- 5diez: «MMXIII», 2013 (только трек 12)
- Noize MC: «Protivo Gunz», 2013 (только трек 10)[12]
- ПОРТ(812): «Бунт на продажу», 2014 (только трек 6)[13]
- НАИВ: «Populism», 2015
- НАИВ: «Make Naïve Great Again», 2018[14]
- Йорш: «#Нетпутиназад», 2019 (только трек 15)

- Гудтаймс: «Нате, кушайте. Часть 1», 2019 (только трек 3)[15]

- Голос Омерики «Люди против рептилий» 2024 (только треки 6 и 8)[16]

### Синглы
- План Ломоносова: «Не торопись», 2012[17]
- F.P.G: «Там, где ты есть», 2012
- Голос Омерики: «Теория Заговора», 2016
- НАИВ: «Я — панк-рокер и алкоголик», 2017
- НАИВ: «Трамп! Гоу эвэй!», 2017
- НАИВ: «Герои нашего времени», 2018

### Сборники
- Тараканы!: «Лучшее. Враг хорошего», 2002 (только трек 11)[18]
- НАИВ: «The Best» (15 октября 2018)[19][20]

### Клипы
- F.P.G: «Там, где ты есть» (15 мая 2013)[21]
- RadioЧача и Роксана Бабаян: «Курс на забвение» (14 октября 2013)[22]
- Голос Омерики: «Теория Заговора» (29 ноября 2016)[23]
- НАИВ: «Трамп! Гоу эвэй!» (31 августа 2017)
- НАИВ: «Герои нашего времени» (18 марта 2018)
- Гудтаймс: «Пора смириться»(6 июня 2019)

### Видеоальбомы
- НАИВ: «15-летие группы» (2004)[24]
- НАИВ: «Alter Ego» (1 декабря 2007)
- НАИВ: «Редкие видеозаписи. Зима 2000—2001» (2008)[25]
- RadioЧача: «Первый концерт», 2010
- RadioЧача: «Live In Milk Moscow», 2014
- НАИВ: «На Арене» (2015)[26][27]

### Фильмы
- «Здравствуйте, мы ваша крыша!», 2006 (продавец автомобилей «Ягуар»)[28]
- «Иван. В память о нашем друге», 2013 (самого себя)
- «Школьный стрелок», постпродакшн с 2016 (врач-психиатр)

### Озвучка
- Кошмар перед Рождеством (1993) — волк-оборотень (2005)

### Книги
- «Наив: история группы в фотографиях» — автор предисловия (24 января 2014)[29]